# Paranadrilus descolei
Paranadrilus descolei är en ringmaskart som beskrevs av Gavrilov 1955. Paranadrilus descolei ingår i släktet Paranadrilus och familjen glattmaskar. Inga underarter finns listade i Catalogue of Life.